# 庫季諾克
51°47′7″N 25°43′3″E / 51.78528°N 25.71750°E
庫季諾克（烏克蘭語：Кутинок），是烏克蘭西北部的村莊，隸屬里夫內州的瓦拉什區。該村始建於1863年，面積4.61平方公里，海拔高度143米，2001年人口91，人口密度每平方公里19.7人。